# فلیوو بویز
فلیوو بویز (انگلیسی: Flevo Boys) یک باشگاه فوتبال در املورد، هلند است.
این باشگاه در یکم مه ۱۹۵۷ بنیاد شد و هم‌اکنون در لیگ دوم (هوفدکلاسه) هلند رقابت می‌کند.